# Tatoš
Il Tatoš (in russo Татош?), o Bol'šoj Tatoš (Большой Татош) è un fiume della Russia, nella Siberia occidentale, affluente di sinistra dell'Ob'. Scorre nei rajon Krivošeinskij e Molčanovskij dell'Oblast' di Tomsk. 
Il fiume ha origine in una zona paludosa e scorre in direzione settentrionale, nel basso corso gira a nord-est. La sua lunghezza è di 119 km. L'area del bacino è di 1560 km². Sfocia nell'Ob' a 2520 km dalla foce., a nord-ovest del villaggio di Molčanovo.